# Dreieck Bad Schwartau
De Dreieck Bad Schwartau ligt in de Duitse deelstaat Sleeswijk-Holstein. Op deze snelwegsplitsing ten oosten van de stad Bad Schwartau sluit de A226 aan op de A1. Het is een onvolledig knooppunt omdat vanaf de A226 komend niet voor de A1 in noordelijke richting gekozen kan worden en vice versa. 

## Richtingen knooppunt
| Aansluitende wegen                           | Aansluitende wegen                                                                          | Aansluitende wegen                         | Aansluitende wegen | Aansluitende wegen |
| -------------------------------------------- | ------------------------------------------------------------------------------------------- | ------------------------------------------ | ------------------ | ------------------ |
|                                              |                                                                                             | richting Sereetz / Fehmarn Puttgarden (DK) |                    |                    |
|                                              |                                                                                             |                                            |                    |                    |
|                                              | richting Lübeck-Travemünde / -Siems -Schlutup / -Dänischburg Skandinavienkai (S / FIN / LV) |                                            |                    |                    |
|                                              |                                                                                             |                                            |                    |                    |
| richting Lübeck / Hamburg Rostock / Hannover |                                                                                             |                                            |                    |                    |